# OS-tan
OS-tan é um fenômeno de Internet ou meme que foi originado no fórum de discussão japonês Futaba (Futaba Channel). As OS-tan são personificações moe/personificações de, comumente, sistemas operacionais de computadores, ilustrados por diversos artistas amadores. As OS-tan são tipicamente representadas como mulheres, sendo que na família do sistema operacional Windows elas geralmente são representadas como irmãs de diferentes idades.

## História
Especula-se que o conceito de OS-tan começou com a personificação do sistema Windows Me, que era considerado pelos usuários como instável e suscetível à travamentos. Discussões no Futaba Channel relacionaram isso ao estereótipo de uma garota volúvel, problemática e inconstante. Conforme a discussão avançava, a personificação evoluiu até que a OS-tan Me-tan foi criada.
Um dos primeiros trabalhos a mostrar uma OS-tan foi uma animação em Flash mostrando uma possível abertura para um anime imaginário com título Trouble Windows (algo como Problemas de Windows ou Windows Problemático, em tradução livre). Eventualmente um fansub para essa animação foi criado e é parcialmente responsável pelo fenômeno das OS-tan em imageboards de língua inglesa.
Outros personagens começaram a surgir após Me-tan, e não apenas para sistemas operacionais, mas também todo tipo de software e até mesmo hardware.
As OS-tan não são um conceito original. A OS-tan iMac Girl já havia sido lançada anteriormente, pela empresa Toy, entre agosto de 1998 e março de 1999 em desktops.

## Produtos Comerciais
Ohzora Publishing produziu um livro baseado em personagens OS-tan, de título Trouble Windows OS-tan FanBook (とらぶる・うぃんどうず OSたんファンブック).
O livro inclui ilustrações de mais de 25 contribuidores. Além disso, inclui as figuras de 95-tan, ME-tan e XP-tan, com os títulos de OS Girl 95, OS Girl ME e OS Girl XP, respectivamente. O livro inclui também um molde para a 2K-tan (de título OS Girl 2K, em referência ao sistema Windows 2000).
ME-tan, 2K-tan e XP-tan foram projetadas pela GUHICO of Stranger Workshop, enquanto que a 95-tan foi projetada por Fujisaki Shiro da H.B. Company.
A empresa Parthenon Production Limited comercializou os produtos de OS-tan da Pink Company.
MALINO da Deja Vu ArtWorks produziu o Me Document e a trilogia Shared Folder!, as quais foram vendidas em formato digital.
A versão japonesa do Windows 7 Ultimate DSP Edition inclui a mascote não-oficial Nanami Madobe. Isso inspirou a Microsoft de Taiwan a lançar uma mascote oficial para o Silverlight, Hikaru. Seguido disso, foram criadas "irmãs" para ela, com os nomes de Lei, Aoi e Yu.
Uma versão limitada japonesa do Windows 7 Ultimate DSP Edition x TOUCH MOUSE inclui o Windows 7 Ultimate DSP, o mouse Microsoft TOUCH MOUSE de edição limitada, um tutorial animado com a mascote Madobe Nanami e um tema para o sistema com três papéis de parede e sons.
Em 2009, um quadrinho baseado no Ubuntu, com título Ubunchu! foi lançado em Kantan Ubuntu!, um spinoff da revista Weekly ASCII. Foi autorizada por Hiroshi Seo, com uma versão traduzida para o inglês por Fumihito Yoshida, Hajime Mizuno e Martin Owens.

## O sufixotan
O sufixo japonês [たん] Erro: {{japonês}}: texto da transliteração contém caractere não latino (pos 1) (ajuda) ([tan] Erro: {{japonês}}: o texto tem marcação itálica (ajuda)) é uma pronunciação errônea de Chan (ちゃん), um honorífico diminutivo informal, íntimo e diminutivo usado por uma pessoa para se dirigir a amigos, família e animais de estimação. Nesse caso, a pronunciação errônea é utilizada de forma intencional para se obter um efeito "bonitinho" e/ou "charmoso" que é normalmente associado a crianças. Também é, algumas vezes, adicionado ao nome de personagens que não são mascotes. As personificações como um todo são, normalmente, associadas a mascotes, uma vez que o sufixo tan não tem uso além de sua função como honorífico e seu uso para indicar fofura. Sufixos normais, incluindo san, chan, e kun são também utilizados com as OS-tan, dependendo do personagem e da preferência de quem cria a personificação, ou, em alguns casos, o sufixo pode até ser omitido.

## Exemplos

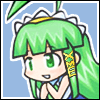
XP Media Center-tan

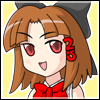
95 OSR2-tan

OS X-tan

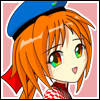
AmigaOS-tan

### Windows 8
As versões japonesas do Windows 8 Pro DSP foram lançadas em edições com as mascotes Madobe Yū (窓辺ゆう) e Madobe Ai (窓辺あい) pela Windows Navi+ (Techno-Alliance Corp.). Ambas as versões (400 unidades por personagem, 8000 edições no total) incluem um mouse da Microsoft com o logotipo do sistema, um tema específico para o personagem da versão comprada (incluindo 3 papeis de parede, sons de eventos nas vozes da respectiva personagem). Além disso, Limited Akihabara Editions (Edições Limitadas de Akihabara) (444 unidades por personagem, 888 edições no total) foram vendidas no distrito de Akihabara, em Tóquio, incluindo as edições das personagens Madobe Ai/Yū, sons de eventos alternativos com as vozes das personagens, pacote de temas e um papel de parede alternativo para a personagem de cada versão.
Versões Nipponbashi (500 unidades por personagem), vendidas em Nipponbashi, em Osaka, inclui o mouse Microsoft Wedge Touch Mouse (com um decalque das irmãs Madobe), 3 papéis de parede (2 em comum, 1 para a personagem em específico) e eventos de som com as vozes de Ai ou Yū. Os pacotes dessas versões contém ilustrações diferentes. A disponibilidade das versões de 32 ou 64-bits variam e dependem dos revendedores.
Asuka Nishi dá a voz para a personagem de cabelo curto Madobe Yū, enquanto que Nao Tamura dá a voz para a personagem de cabelo longo Madobe Ai.
MasatakaP e Electrocutica produziram um clipe musical do Windows 8 com o título Through the Window (Através da Janela), mostrando as personagens Madobe Nanami, Claudia Madobe e a silhueta de Madobe Yū. O vídeo foi revelado como abertura de um keynote da Microsoft no segundo dia (25 de abril) da Windows Developers Days no Japão.
Nos dias 25 de outubro de 2012 e 16 de janeiro de 2013, a Windows Navi+ (Techno-Alliance Corp.) criaram também contas no Twitter especificamente para as personagens Madobe Ai e Madobe Yū, respectivamente.
Duas músicas-tema para Madobe Yū e Madobe Ai (Mir8cle Days(ミラクルデイズ), Donna mirai demo(どんな未来でも), foram reveladas em 15 de junho de 2013 e foram vendidas em CDs nos pacotes com a edição Windows 8 Pro DSP na TwinBox AKIHABARA.

### Windows 7
As primeiras 7777 cópias da versão Windows 7 Ultimate DSP incluíram um papel de parede especial e sons para uma personagem chamada Nanami Madobe (窓辺ななみ, Madobe Nanami), dublada por Nana Mizuki. A personagem foi projetada pela Wakaba. O conjunto premium inclui um tema para o sistema incluindo 3 papeis de parede com Nanami, 19 sons de eventos e um CD com cinco sons extras da Nanami. A edição DSP regular inclui um tema mais básico com um papel de parede da Nanami e um conjunto de sons de eventos. Usuários que fizeram a pré-compra podem também baixar um papel de parede extra da Nanami e 6 conjuntos de sons de eventos. Isso fez com que o Windows 7 fosse o primeiro sistema operacional comercializado com uma OS-tan oficial da empresa que produziu o sistema. Nanami também possui sua própria conta no Twitter.
Durante as vendas iniciais da versão DSP do Windows 7 o perfil da personagem também foi revelado. Ele mostra que Madobe Nanami nasceu em 6 de abril de 1992 (data de lançamento do Windows 3.1), com dezessete anos (no ano do lançamento), morando em Chiyoda, Tóquio. Nanami vem de uma família extensa, com dezesseis membros, e ela tem um irmão mais velho chamado Goichi (吾一), uma irmã mais velha chamada Mutsumi (むつみ). Sua mãe se chama Mikaho (美佳穗), da família Madobe (窓辺), e seu pai se chama Kyuuachi (究八) da família Shirato (白戸). Nanami e seu primo Claude Madobe (クロード(蔵人) apareceram em uma tirinha da Microsoft chamada Cloud Girl.

### Windows Vista e anteriores
As versões anteriores ao Windows 7 e 8 não possuem OS-tans oficiais. Estas foram criadas pelos usuários. Seus perfis também foram definidos pelos usuários, e geralmente tendem a refletir as características que o público mais percebeu no sistema em específico.
Apesar de alguns sistemas terem características negativas, quase todas as OS-tan tendem a mostrar a ideia de uma garota fofinha (moe).

### Mac OS X
A OS-tan do sistema Mac OS X é geralmente representada por uma catgirl, seguindo a tradição que a Apple tem de nomear seus sistemas operacionais com nomes de felinos selvagens.
Todo lançamento do Mac OS X, até a versão OS X Mavericks teve um codinome como "Jaguar", "Panther", "Tiger", "Leopard", e por aí vai. Quando não representada por uma catgirl, ela geralmente é representada com uma variação do antigo Mac OS 9, vestindo uma roupa branca com detalhes em platina, com dispositivo AirPort sendo usado como chapéu.

### Linux
Originalmente visto como um pinguim de barba (uma referência ao Tux, o pinguim que é mascote do kernel Linux), a imagem mais amigável de uma garota com um elmo e nadadeiras foi escolhida como uma alternativa humana para representação do sistema. Seu elmo (provavelmente associado à segurança do kernel do sistema Linux) normalmente tem chifres, o que é uma possível referência ao software GNU que vem acompanhado com quase todas as distribuições Linux. Os dentes de engrenagem no elmo são uma referência ao KDE, uma interface gráfica utilizada em sistemas GNU/Linux. O símbolo de pegada em sua camisa é uma referência ao GNOME, que é outra interface gráfica comum em sistemas GNU/Linux. Ela também é vista segurando uma lança, que representa as ferramentas GRUB, LILO e GCC para Linux.

## Personagens secundários

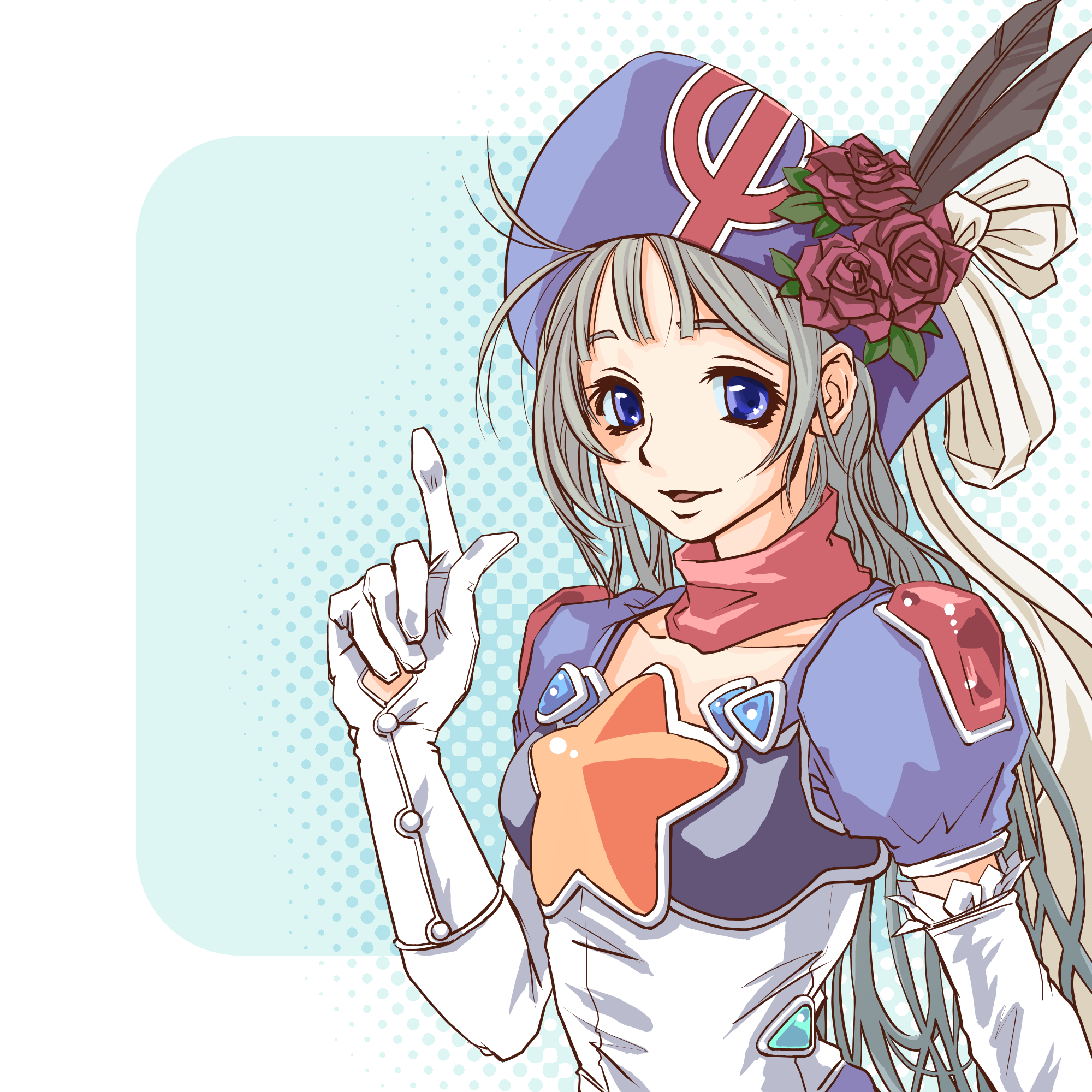
Opera-tan, a personificação do Opera

Por causa da associação de sistemas operacionais e seus programas mais comuns (como navegadores e programas antivírus), vários personagens secundários foram criados para personificar as idiossincrasias dessas aplicações. Exemplos populares são:
- Norton Utilities: Dr. Norton
- McAfee: Miss McAfee
- Mozilla Firefox: Firefox-tan
- DOS: DOS-tan
- Opera: Opera-tan
- Chromium: Chromium-Tan
- Amazon Kindle: Kindle-kun
- Internet Explorer: Inori Aizawa (IE-tan)[32]